# Léo Lacroix (cầu thủ bóng đá)
Léo Lacroix (sinh ngày 27 tháng 2 năm 1992) là một cầu thủ bóng đá người Thụy Sĩ thi đấu ở vị trí hậu vệ cho Basel theo dạng cho mượn từ Saint-Étienne. Anh có bố là người Thụy Sĩ và mẹ là người Brasil.

## Sự nghiệp câu lạc bộ
Vào ngày 31 tháng 8 năm 2016, đội bóng Ligue 1 Saint-Étienne thông báo rằng họ đã đạt được thỏa thuận trong việc chuyển nhượng Lacroix.

## Sự nghiệp quốc tế
Lacroix sinh ra ở Thụy Sĩ, và có gốc Brasil từ người mẹ. Anh có lần đầu được triệu tập vào đội tuyển Thụy Sĩ tham dự vòng loại Giải vô địch bóng đá thế giới 2018 trước Hungary và Andorra vào tháng 10 năm 2016.

## Thống kê sự nghiệp

### Câu lạc bộ
Tính đến trận đấu diễn ra ngày 21 tháng 1 năm 2018
| Câu lạc bộ          | Mùa giải            | Giải vô địch                          | Giải vô địch | Giải vô địch | Cúp Quốc gia | Cúp Quốc gia | Cúp Liên đoàn | Cúp Liên đoàn | Khác    | Khác      | Tổng cộng | Tổng cộng |
| Câu lạc bộ          | Mùa giải            | Hạng đấu                              | Số trận      | Bàn thắng    | Số trận      | Bàn thắng    | Số trận       | Bàn thắng     | Số trận | Bàn thắng | Số trận   | Bàn thắng |
| ------------------- | ------------------- | ------------------------------------- | ------------ | ------------ | ------------ | ------------ | ------------- | ------------- | ------- | --------- | --------- | --------- |
| Sion                | 2012–13             | Giải bóng đá vô địch quốc gia Thụy Sĩ | 9            | 1            | 1            | 0            | —             | —             | 0       | 0         | 10        | 1         |
| Sion                | 2013–14             | Giải bóng đá vô địch quốc gia Thụy Sĩ | 15           | 0            | 2            | 0            | —             | —             | —       | —         | 17        | 0         |
| Sion                | 2014–15             | Giải bóng đá vô địch quốc gia Thụy Sĩ | 28           | 0            | 4            | 1            | —             | —             | —       | —         | 32        | 1         |
| Sion                | 2015–16             | Giải bóng đá vô địch quốc gia Thụy Sĩ | 20           | 0            | 2            | 0            | —             | —             | 7       | 1         | 29        | 1         |
| Sion                | 2016–17             | Giải bóng đá vô địch quốc gia Thụy Sĩ | 5            | 0            | 0            | 0            | —             | —             | —       | —         | 5         | 0         |
| Sion                | Tổng cộng Sion      | Tổng cộng Sion                        | 77           | 1            | 9            | 1            | —             | —             | 7       | 1         | 93        | 3         |
| Saint-Étienne       | 2016–17             | Ligue 1                               | 20           | 0            | 1            | 0            | 1             | 0             | 3       | 0         | 25        | 0         |
| Saint-Étienne       | 2017–18             | Ligue 1                               | 11           | 0            | 1            | 0            | 1             | 0             | —       | —         | 13        | 0         |
| Saint-Étienne       | Tổng cộng           | Tổng cộng                             | 21           | 0            | 1            | 0            | 2             | 0             | 3       | 0         | 38        | 0         |
| Basel (mượn)        | 2017–18             | Giải bóng đá vô địch quốc gia Thụy Sĩ | 0            | 0            | 0            | 0            | —             | —             | —       | —         | 0         | 0         |
| Tổng cộng sự nghiệp | Tổng cộng sự nghiệp | Tổng cộng sự nghiệp                   | 108          | 1            | 11           | 1            | 2             | 0             | 10      | 1         | 131       | 3         |

1. 1 2  Số lần ra sân tại Europa League